# Christian Walter-Klose

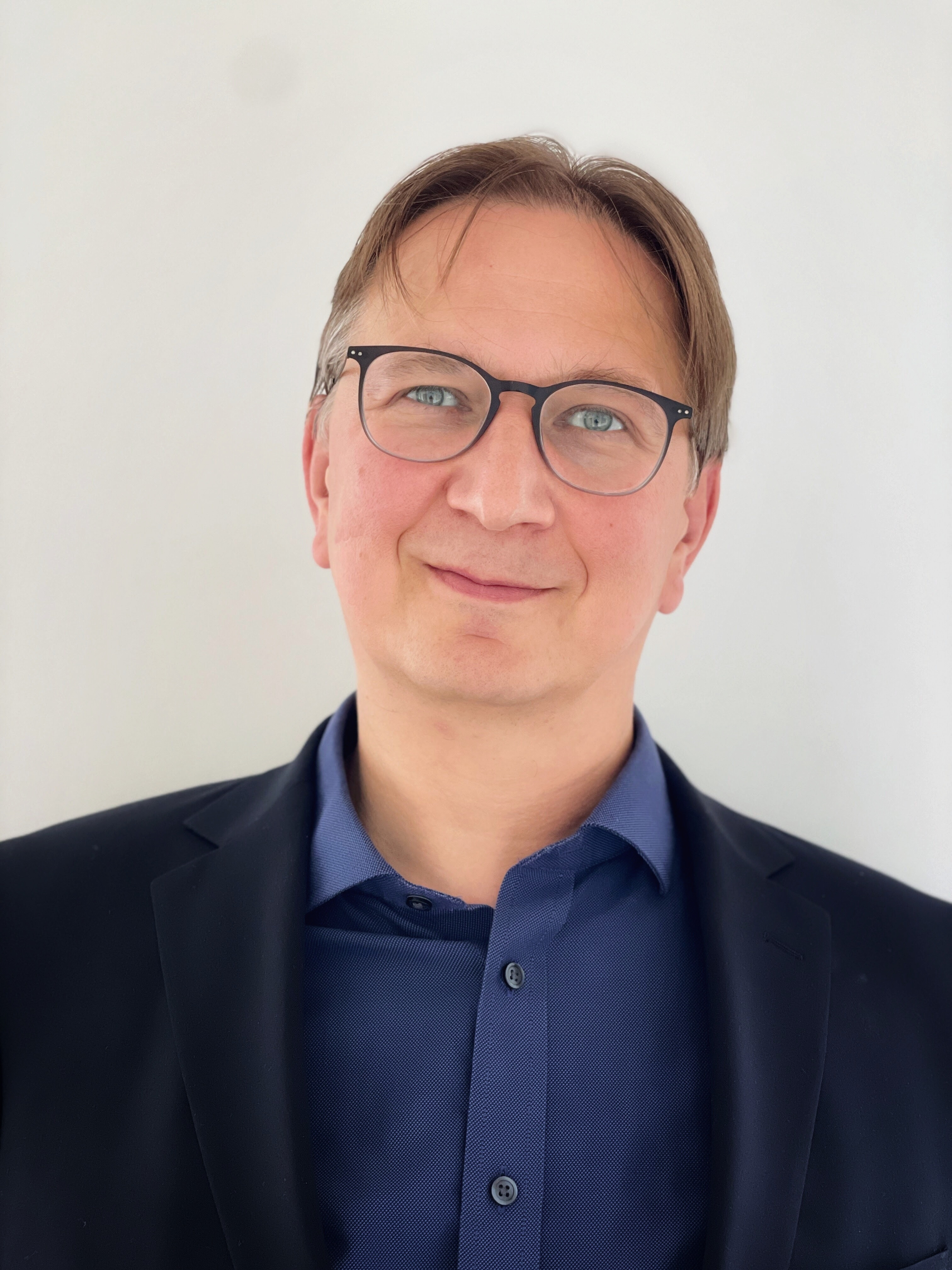
Foto: Christian Walter-Klose

Christian Walter-Klose (* 1972 in Coesfeld, geb. Klose) ist ein deutscher Psychologe, Psychotherapeut und Hochschullehrer.

## Leben und Wirken
Von 1994 bis 2000 studierte er Psychologie (Diplom) an der Universität Würzburg (Vertiefung in pädagogischer Psychologie, klinischer Psychologie und Geistigbehindertenpädagogik). In den Jahren 2000 bis 2010 war er als beratender Psychologe und in leitender Funktionen in verschiedenen Einrichtungen der Behindertenhilfe tätig. Von 2010 bis 2018 lehrte und forschte er am Lehrstuhl für Körperbehindertenpädagogik bei Reinhard Lelgemann an der Universität Würzburg. Hier wurde er 2012 zum Thema „Kinder und Jugendliche mit Körperbehinderung im gemeinsamen Unterricht: Befunde aus nationaler und internationaler Bildungsforschung“ promoviert. Ab 2018 war er Professor für Behinderung und Inklusion an der Hochschule für Gesundheit. 
Walter-Klose nahm zum 1. September 2023 den Ruf auf die Professur für Beratung in sonderpädagogischen und inklusiven Arbeitsfeldern an die Universität zu Köln an. 
Seine Schwerpunkte sind die Gestaltung von Inklusion in Beratungskontexten sowie in den Bereichen Bildung, Gesundheit, Arbeit und Sozialraum.

## Schriften (Auswahl)
- Kinder und Jugendliche mit Körperbehinderung im gemeinsamen Unterricht: Befunde aus nationaler und internationaler Bildungsforschung und ihre Bedeutung für Inklusion und Schulentwicklung, Athena, Oberhausen 2012, ISBN 978-3-89896-484-5.
- Erfolgreiches Miteinander an inklusiven Schulen: Tipps und Strategien für gemeinsames Lernen. Beltz, Weinheim 2021, ISBN 978-3-407-63060-5.